# U.S. Route 199
Pour les articles homonymes, voir Route 199.
La U.S. Route 199 (US 199) est une US Route auxiliaire de la défunte US 99. Comme la US 138, la US 166 ou la US 266, la US 199 n'a plus de route-mère car celles-ci (US 38, US 66 et US 99) ont été déclassées du réseau. La US 199 parcourt 80 miles (130 km) depuis la US 101 près de Crescent City, Californie jusqu'à l'I-5 à Grants Pass, Oregon. 

## Description du tracé

### Californie
La US 199 débute à la jonction avec la US 101 au nord-est de Crescent City. Elle longe la Smith River à travers les chaînes côtières du Pacifique. C'est dans cette forêt qu'elle atteint la frontière de l'Oregon.

### Oregon
La US 199 entre en Oregon au sud de Cave Junction. Elle atteint cette ville, de même que Redwood et Grants Pass, où elle prend fin à la jonction avec l'I-5. Elle y croise aussi la SR 99, qui emprunte l'ancien tracé de la US 99.

## Intersections majeures
Californie
 US 101 près de Crescent City
Oregon
 I-5 à Grants Pass